# زندگی به سبک سم
زندگی به سبک سم یک فیلم مستند است که به کارگردانی شان فاین و آندره نیکس فاین ساخته شده‌است. این مستند که برای اولین بار در ژانویه ۲۰۱۳ در جشنواره فیلم ساندنس نمایش داده‌شد، تأثیری را که بیماری پروجریا در زندگی سم برنز و والدینش، دکتر لسلی گوردون و دکتر اسکات برنز داشت، نشان می‌دهد. این فیلم در اکتبر ۲۰۱۳ از HBO پخش شد، و از آن زمان موفق به کسب یک جایزه پیبادی در سال ۲۰۱۳  و یک جایزه امی برای شایستگی استثنایی در فیلمسازی مستند شد. همچنین یکی از ۱۵ عنوان در نظر گرفته‌شده برای نامزدی در بخش مستند ۸۶مین دوره اسکار بود.
این مستند که از دیدگاه شخصی سم، والدینش و خانواده‌های دیگری که از اثرات پیری زودرس رنج می‌برند روایت می‌شود، آگاهی از این بیماریِ در حال حاضر لاعلاج را افزایش می دهد. به مخاطبان آگاهی و آموزش می‌دهد که پروجریا چیست، از دید بیماران چه معنی دارد و نیاز به تحقیقات در مورد درمان را مورد توجه قرار می‌دهد.